# 安邦河 (呼兰河)
安邦河，位于中华人民共和国黑龙江省中部，是呼兰河左岸支流，发源于铁力市南部平顶山（海拔1429米）西南麓，西南流经双丰林业局爱林林场，于青林经营所转西北流，成为铁力市与庆安县之间的界河，于庆安县平安镇和平村杜珍屯以北汇入呼兰河。河流全长81千米，流域面积1679平方千米，河道平均比降1.75‰，年均径流量3.77亿立方米。安邦河上游为峻岭，多林地；下游为浅山丘陵和平原，多坡耕地和水田。安邦河东侧铁力市境内沿岸建有安邦河灌区，截止2005年底，灌溉面积达到850公顷。